# Maj-Lis Lööw
Maj-Lis Lööw (ur. 13 sierpnia 1936 w Eskilstunie) – szwedzka polityk, długoletnia deputowana do Riksdagu, posłanka do Parlamentu Europejskiego IV kadencji, w latach 1989–1991 minister.

## Życiorys
Pracowała jako doradca zawodowy i urzędniczka w gminie Eskilstuna. Została działaczką Szwedzkiej Socjaldemokratycznej Partii Robotniczej, w latach 1981–1990 przewodniczyła S-Kvinnor, frakcji kobiet swojego ugrupowania. Od 1979 do 1995 była posłanką do Riksdagu, w latach 1994–1995 kierowała parlamentarną komisją spraw zagranicznych. W latach 1989–1991 była ministrem ds. równouprawnienia i migracji w rządach Ingvara Carlssona. W 1995 po akcesji Szwecji do Unii Europejskiej objęła mandat eurodeputowanej IV kadencji w ramach delegacji krajowej. Utrzymała go również w pierwszych wyborach powszechnych do PE w tym samym roku, wykonując go do 1999. W Europarlamencie wchodziła w skład frakcji socjalistycznej.